# Huig Maaskant
Huig Aart (Hugh) Maaskant (Rotterdam, 17 augustus 1907 – aldaar, 27 mei 1977), in de literatuur vaak H.A. Maaskant genoemd, was een Nederlands architect met een belangrijke bijdrage aan de wederopbouw van Rotterdam na de Tweede Wereldoorlog.

## Biografie
Na de ambachtsschool volgde Maaskant zijn opleiding tot architect aan de Rotterdamse Academie voor Beeldende Kunsten en Technische Wetenschappen.
Tussen 1937 en 1955 werkte hij als compagnon van architect Willem van Tijen. Deze samenwerking resulteerde voor de oorlog in onder meer de Plaslaanflat in Kralingen en na de oorlog, na een studiereis naar Chicago, in een aantal bedrijfsverzamelgebouwen in Rotterdam, met als grootste en bekendste het door Amerikaanse architectuur geïnspireerde Groothandelsgebouw, tussen 1949 en '53 gebouwd aan het Stationsplein.
De samenwerking met Van Tijen eindigde in 1955. Maaskant heeft zich daarna met name gericht op utiliteitsbouw. Als belangrijke uitzonderingen hierop tekende hij in 1956-'63 het Hilton Hotel aan het Hofplein, lange tijd het hoogste gebouw in de omgeving, in 1955-'61 de Pier van Scheveningen (in samenwerking met Dick Apon en Dirk Jan Dijk) en in 1958-'60 de Euromast.
In 1976, een jaar voor zijn dood, stelde Maaskant een oeuvreprijs in voor jonge architecten, auteurs en docenten. De Rotterdam-Maaskantprijs bestaat uit een oorkonde, een geldbedrag en een publicatie. Om het jaar wordt hij toegekend door de Stichting Rotterdam-Maaskant. Tegenwoordig is er de 'Rotterdam-Maaskantprijs voor Jonge Architecten' voor aanstormend talent, en de Grote Maaskantprijs voor personen die zich verdienstelijk hebben gemaakt voor de beleving van architectuur. In 1996 en 2004 werd de prijs niet uitgereikt.

## Enkele bekende werken

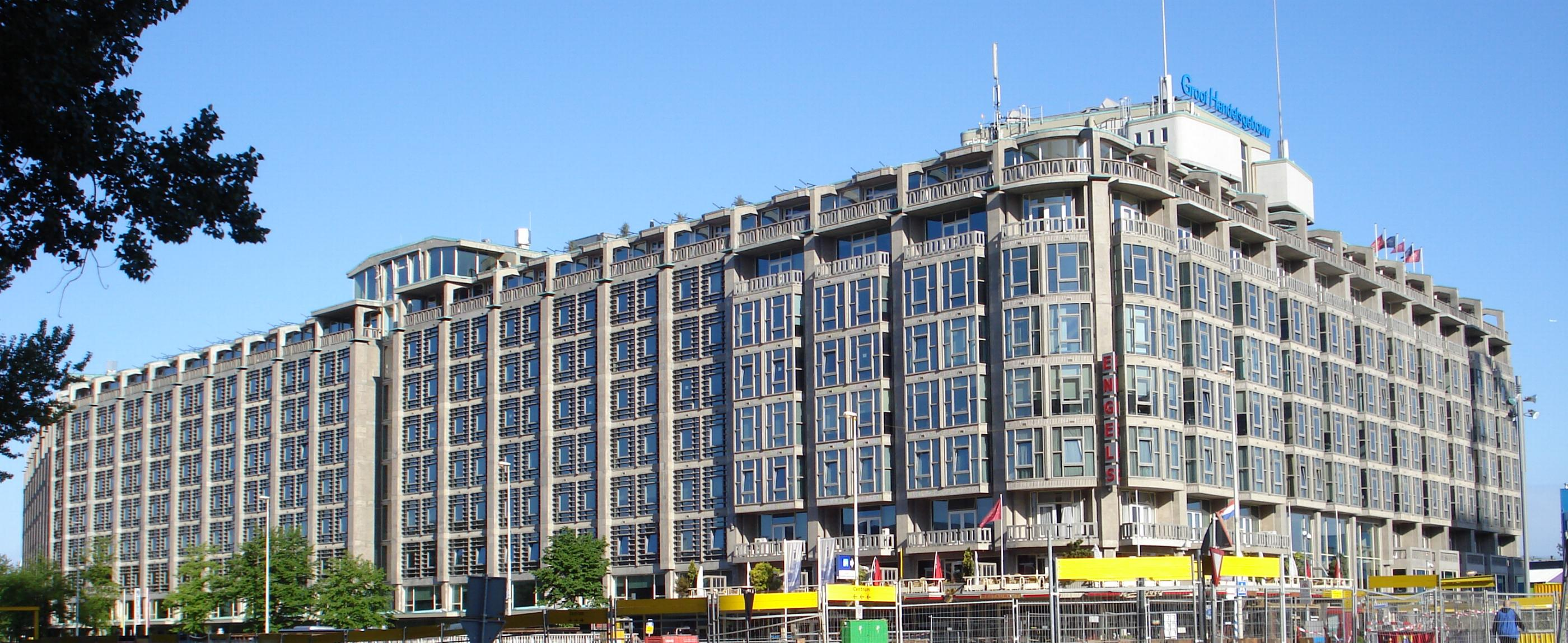
Het Groothandelsgebouw in Rotterdam

Tot 1955 onder de naam Architectenbureau Van Tijen en Maaskant. In 1955 en daarna onder de naam Architectenbureau Maaskant, Van Dommelen, Kroos en Senf.
- Groothandelsgebouw Rotterdam 1951
- Remington Rand schrijfmachinefabriek Den Bosch 1955, later vestiging van de Akademie voor Kunst en Vormgeving St. Joost
- Huize Haarwijk, Gorinchem, 1956 (inmiddels gesloopt)
- Scholencluster met sportgebouw en bruggen te Meppel 1957, in 2010 aangewezen als provinciaal monument
- Woningen aan het Orakellaantje in Gorinchem, 1957 (inmiddels gesloopt)
- ULO school in Gorinchem aan de Lange Slagenstraat in Gorinchem (anno 2025 op nominatie voor sloop)
- Boekman gebouw Delftsestraat 1958
- Tomadohuis Dordrecht 1962
- Tozindo-fabriek Dordrecht 1961
- Olveh-flat, Schelluinsevliet, Gorinchem 1961
- Euromast Rotterdam 1960
- Pier van Scheveningen 1961
- Neudeflat, Utrecht 1961
- Hilton Hotel Amsterdam 1962, in samenwerking met Architectenbureau De Vlaming en Salm
- Hilton Hotel Rotterdam 1963
- Christelijke Lagere Technische School, Gildenweg, Gorinchem 1964
- S. C. Johnson & Son, fabriek en kantoor te Mijdrecht 1964
- Studentencentrum De Bunker in Eindhoven 1969
- Provinciehuis Noord-Brabant te 's-Hertogenbosch 1971
- Academia (voormalige tekenacademie), Cobbenhagenlaan Tilburg, 1971
- Raadhuis Amstelveen, Laan Nieuwer-Amstel, Amstelveen

## Fotogalerij
Fotogalerij met de werken van Huig Maaskant op volgorde van jaar van oplevering

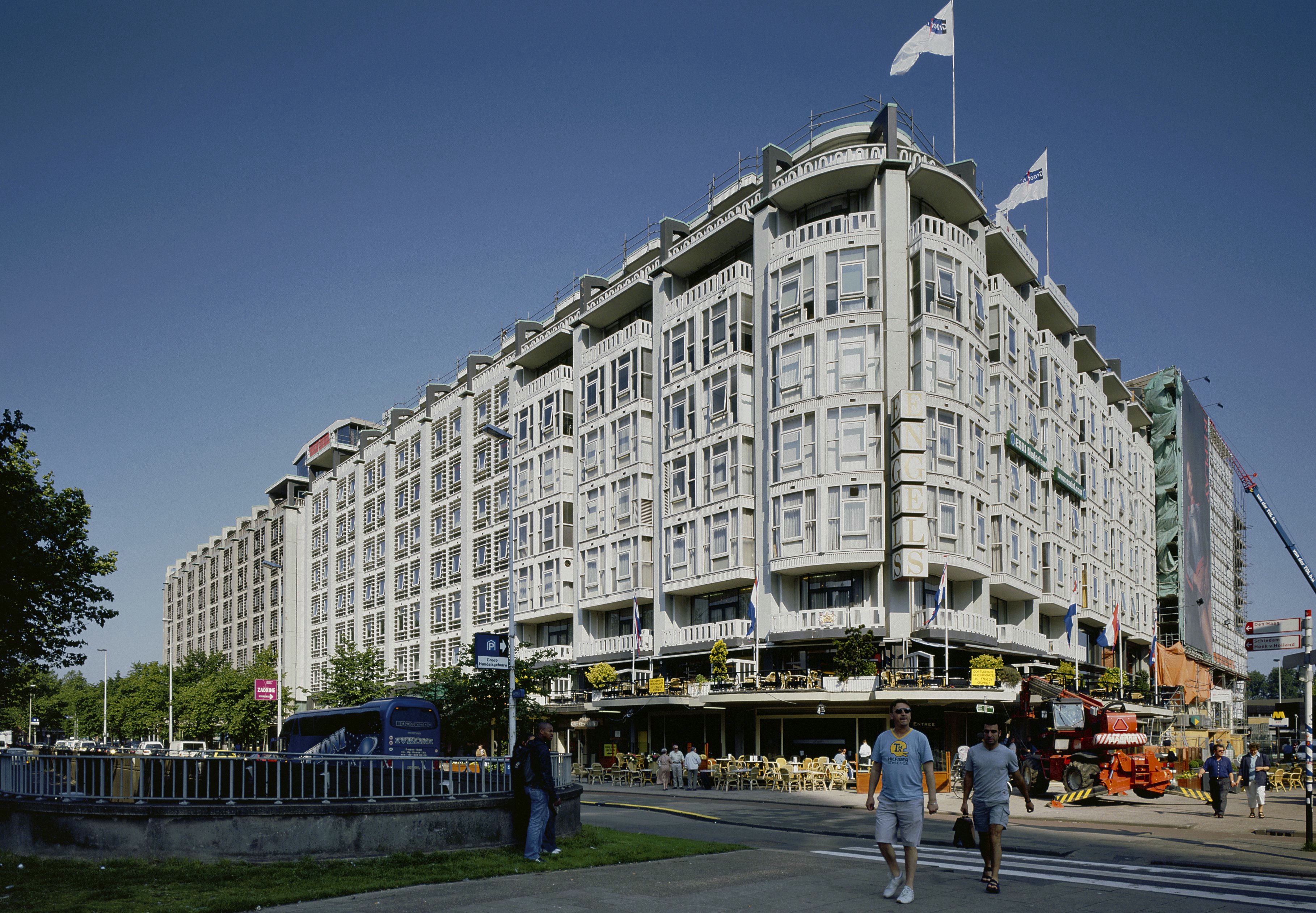
1951 - Groothandelsgebouw, Rotterdam
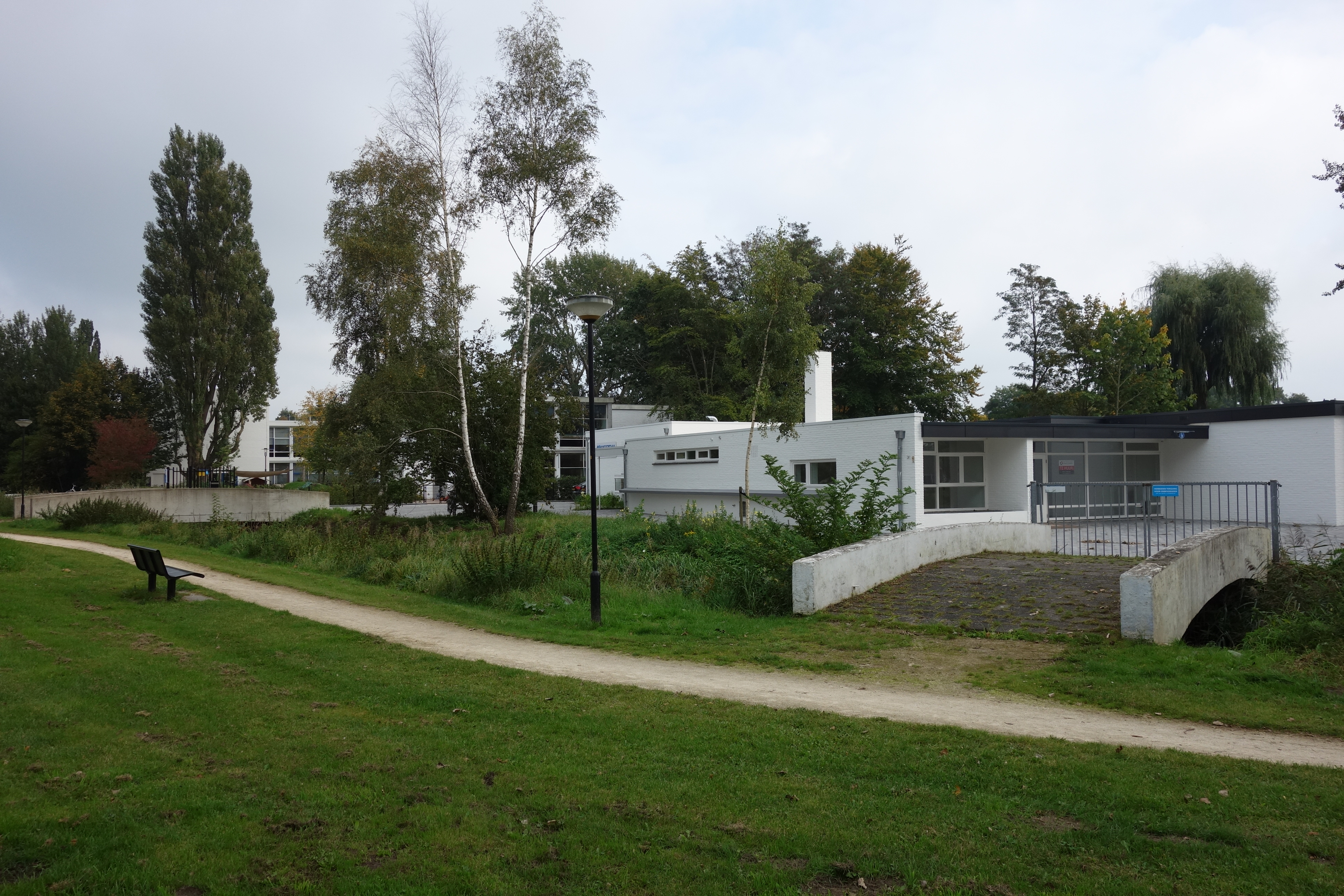
1957 - Scholencluster, Meppel
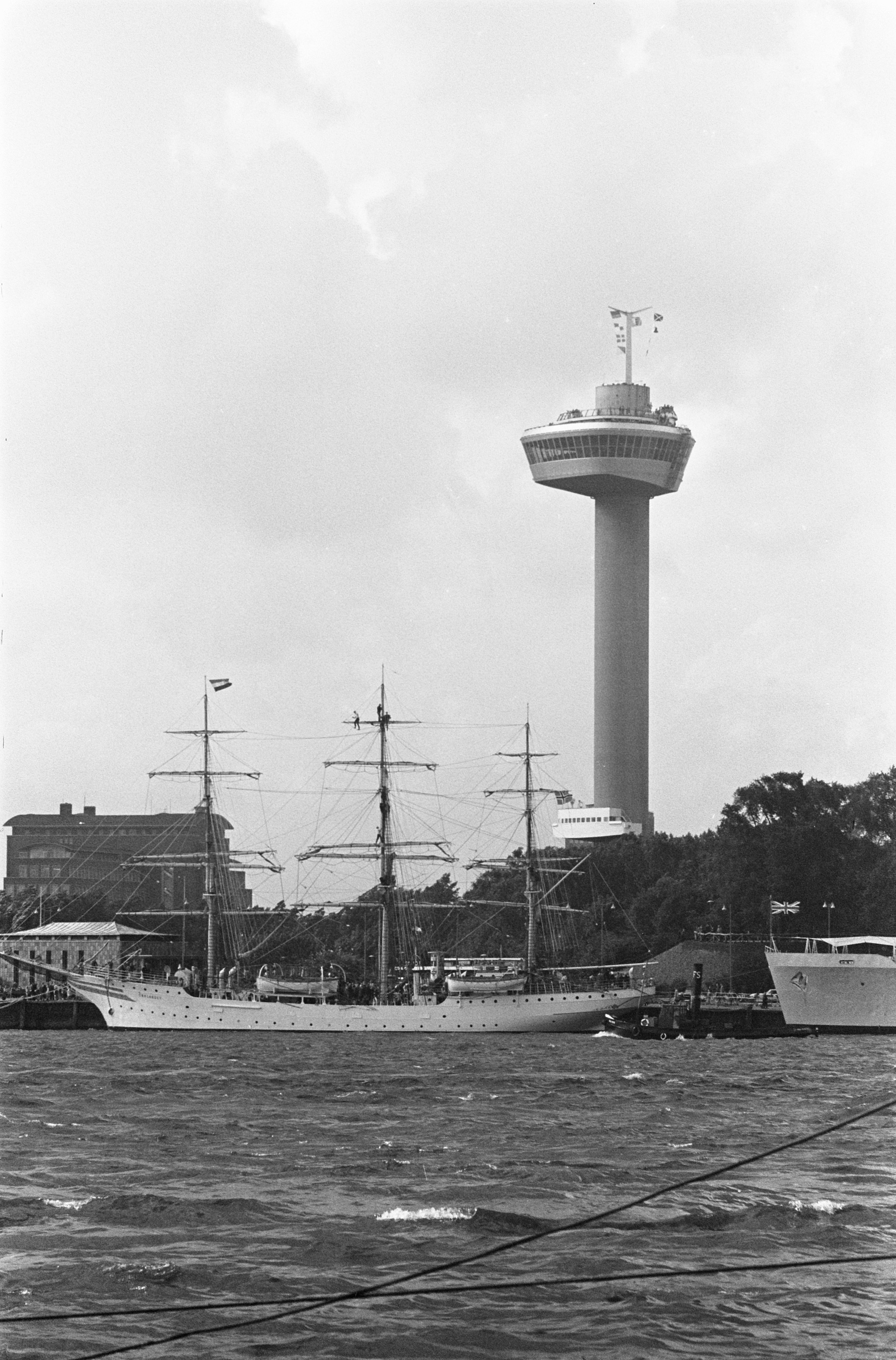
1960 - Euromast, Rotterdam
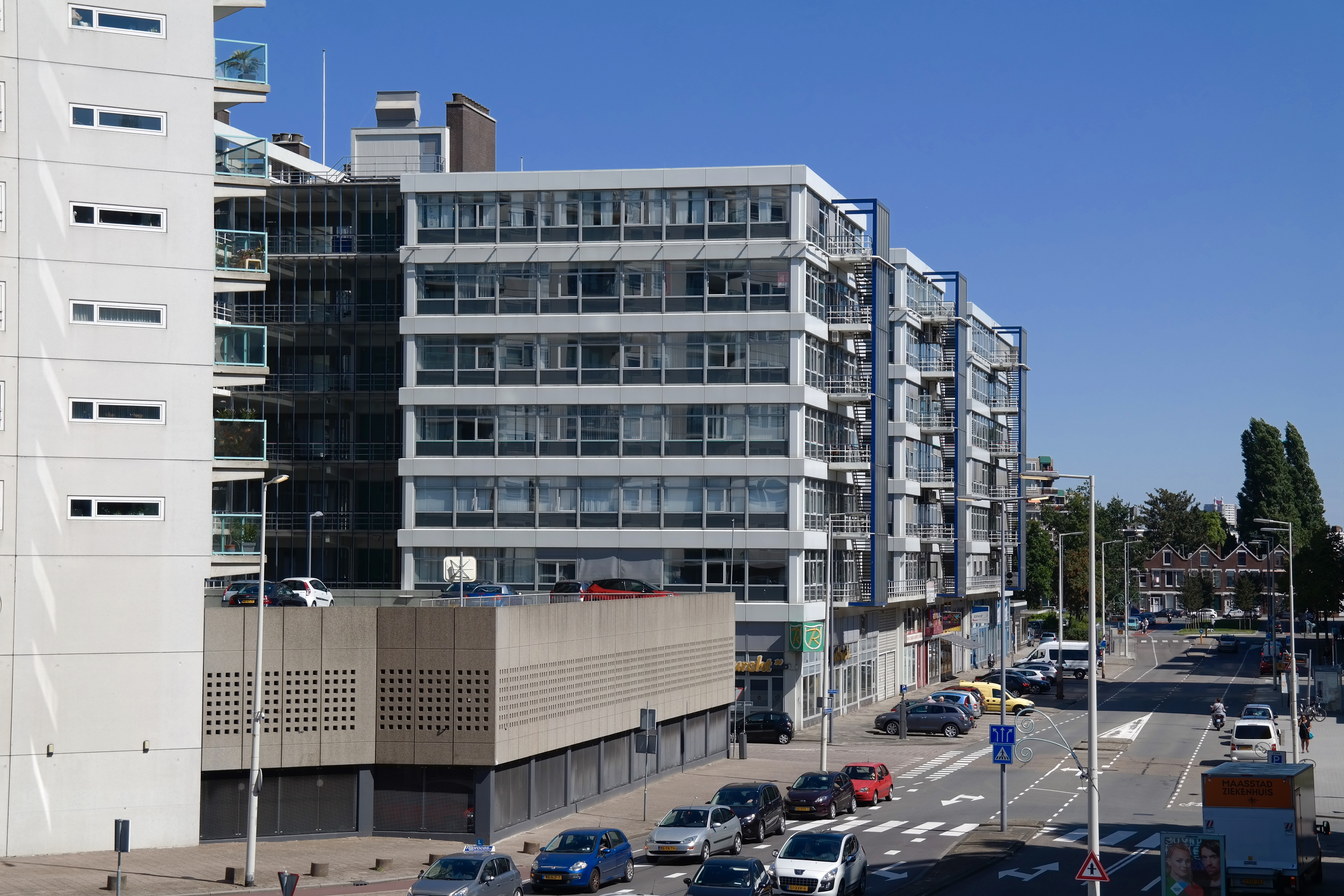
Verzamelgebouw Zuid, Rotterdam-Zuid
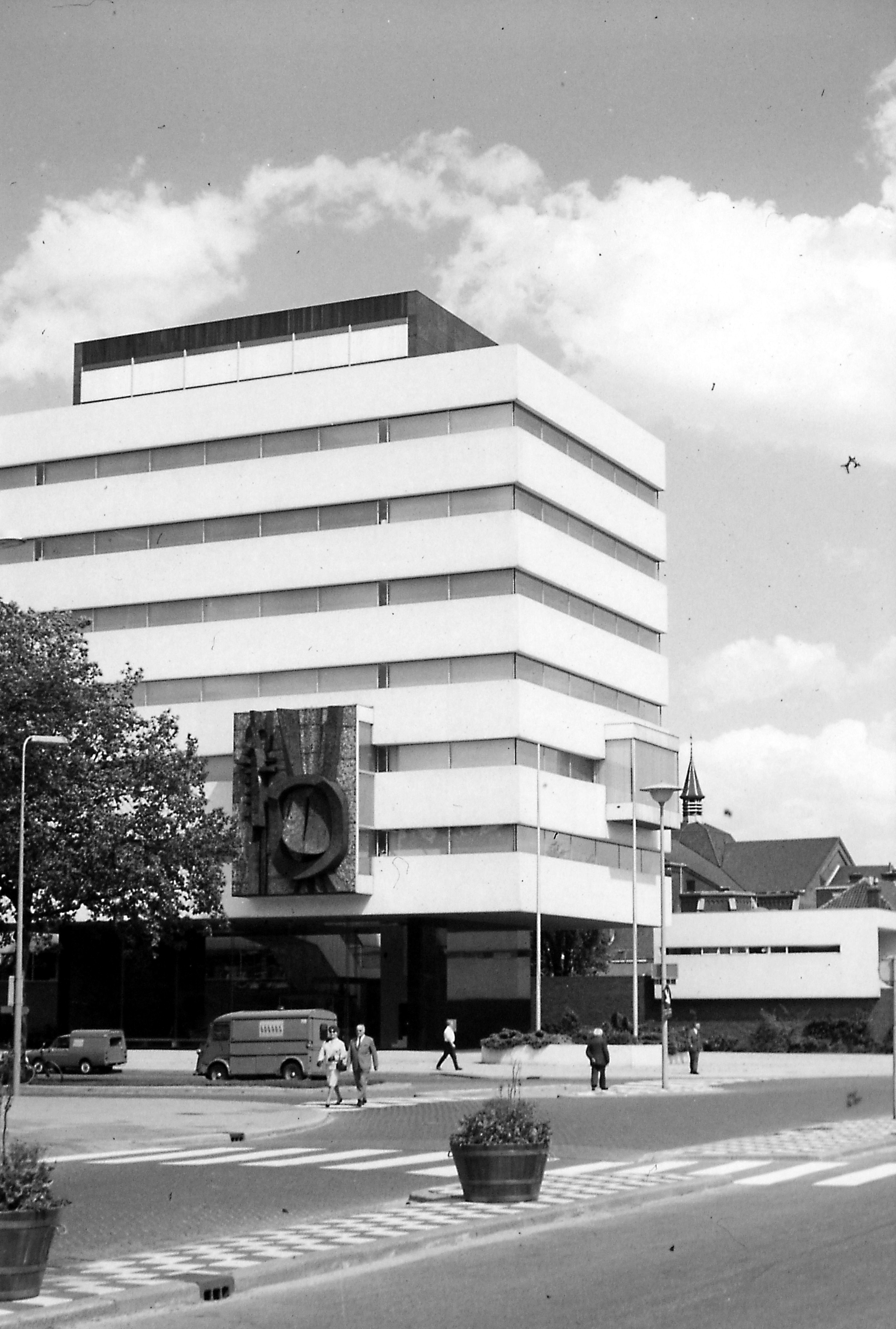
1962 - Tomadohuis, Dordrecht
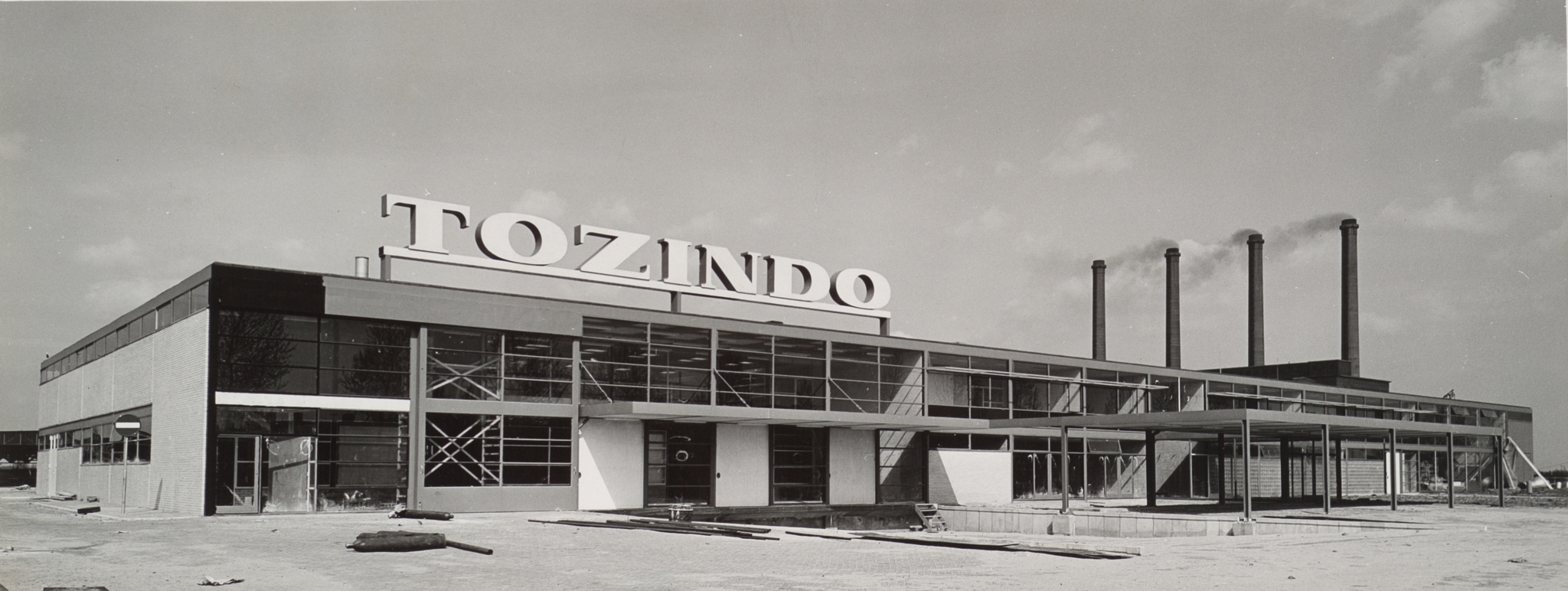
1961 - Tozindo-gebouw, Dordrecht
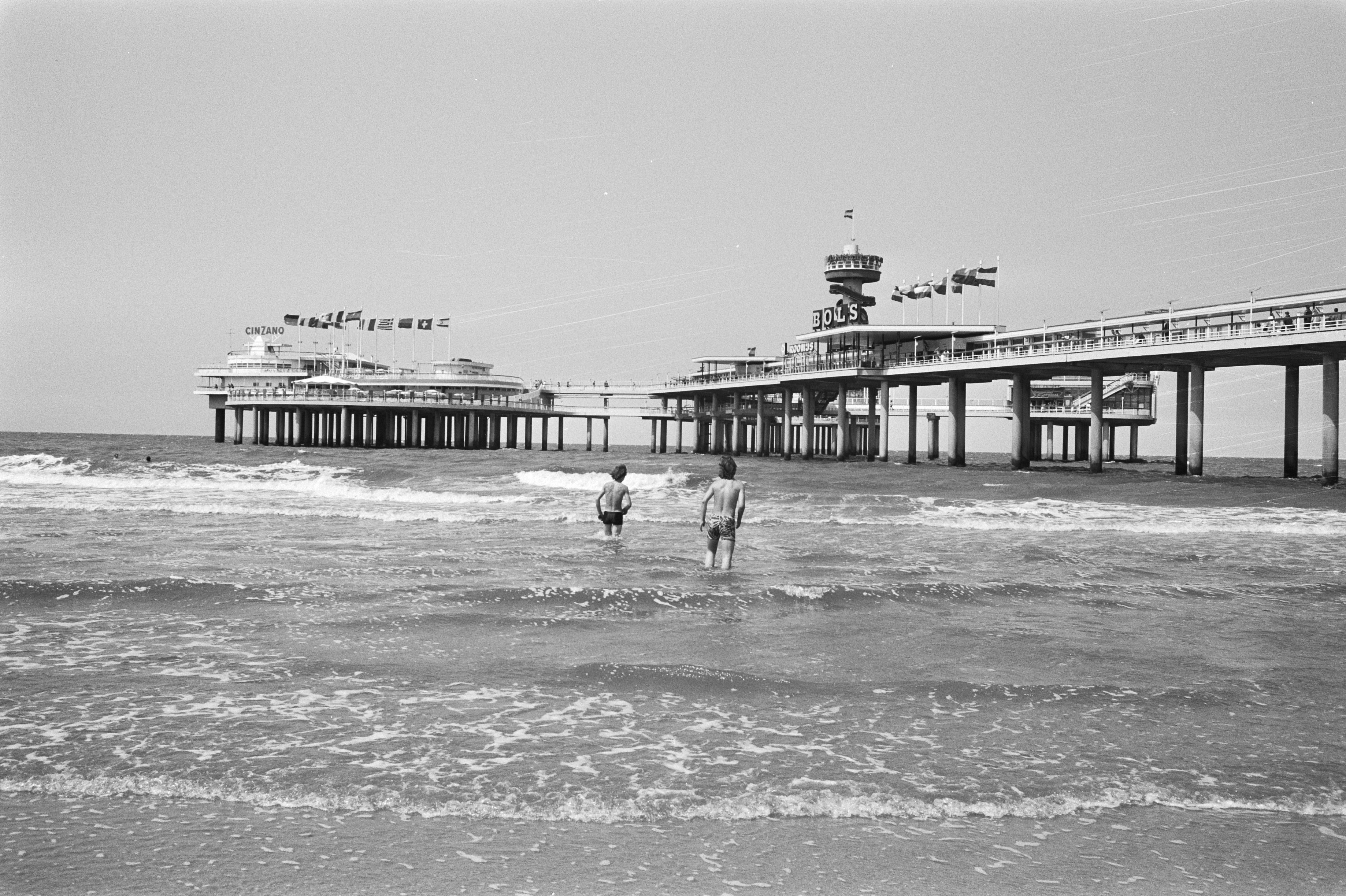
1961 - Pier Scheveningen
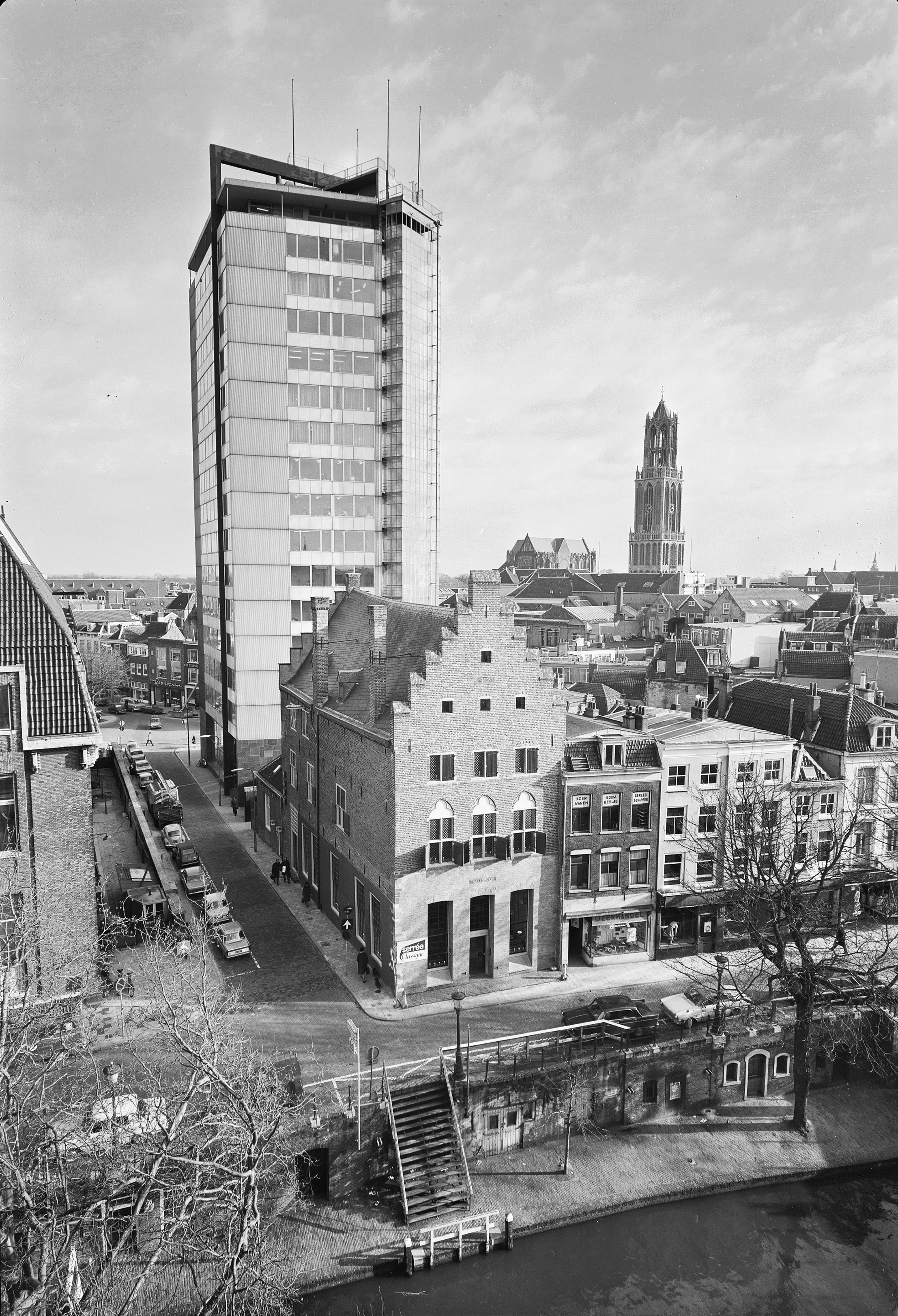
1961 - Neudeflat, Utrecht
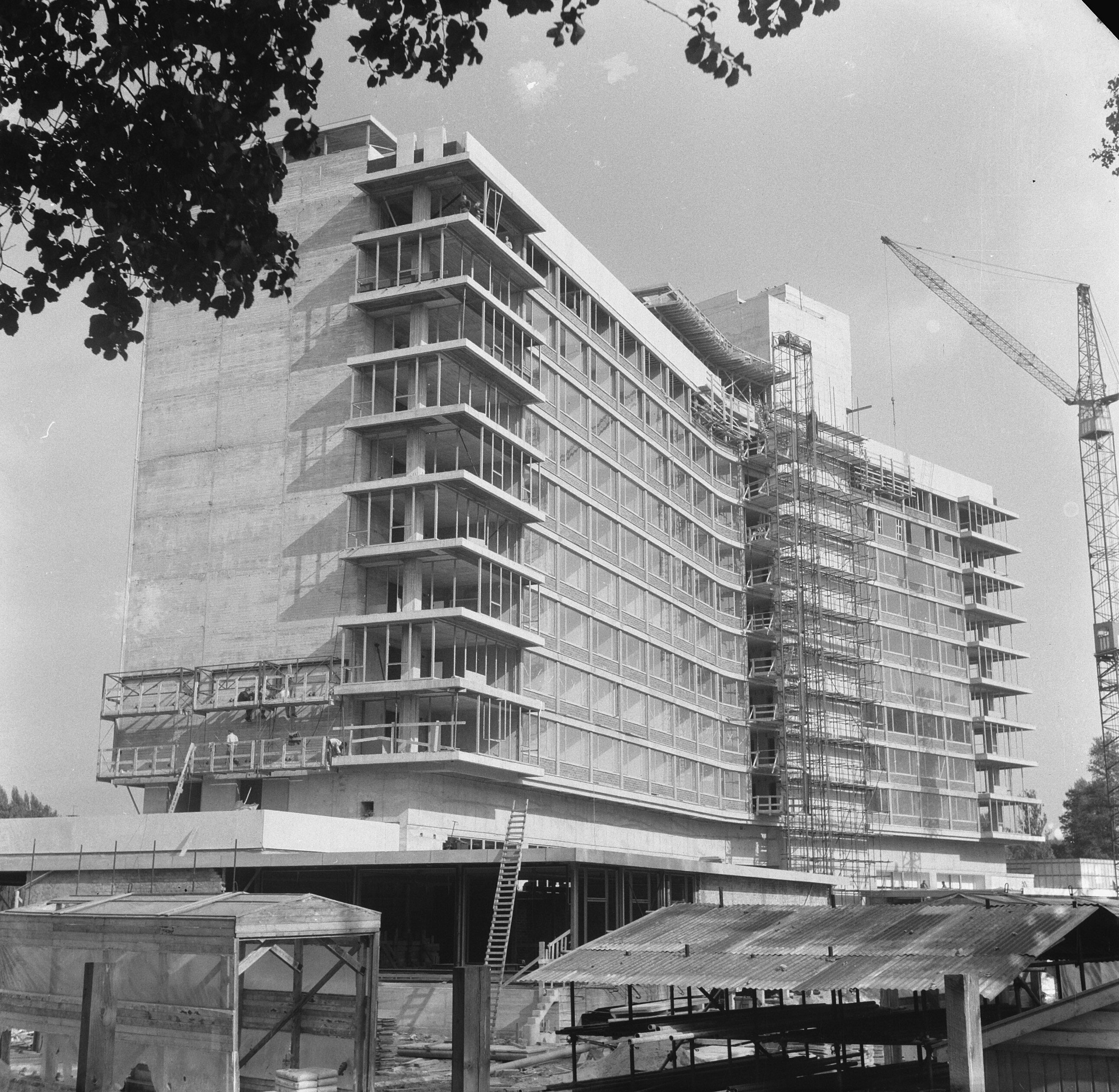
1962 - Hilton Hotel, Amsterdam
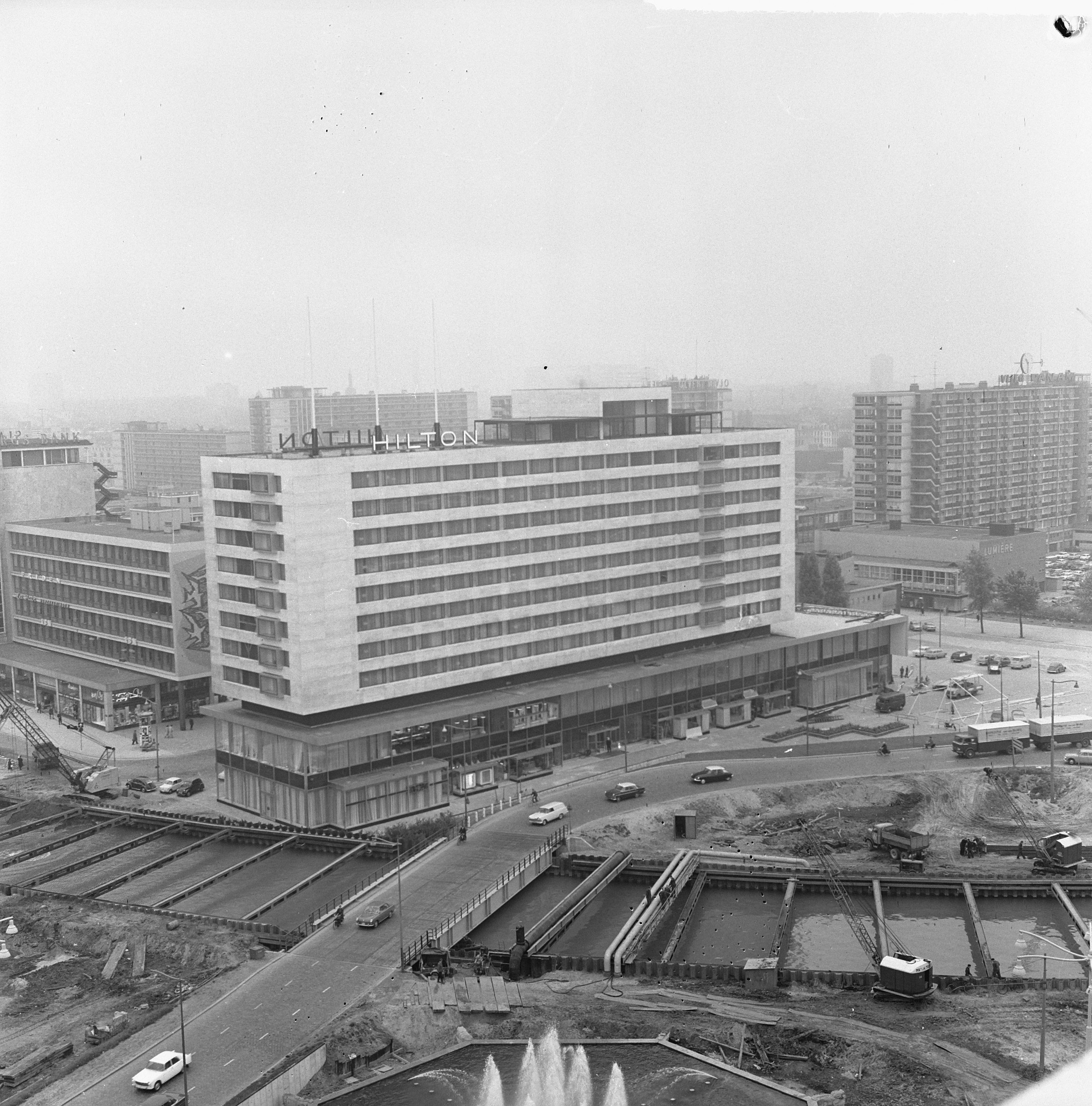
1963 - Hilton Hotel, Rotterdam
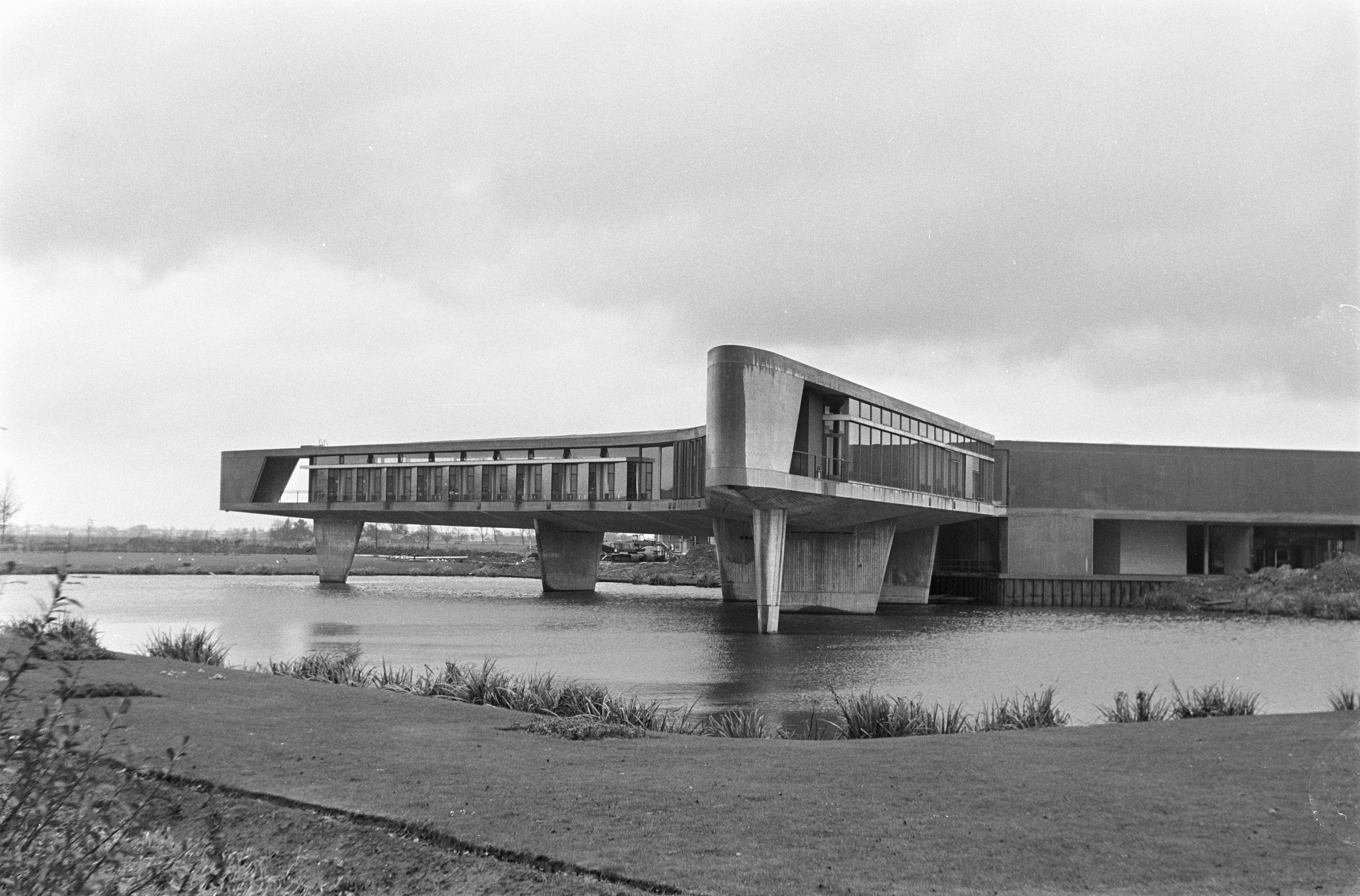
1964 - Johnson Wax, Mijdrecht
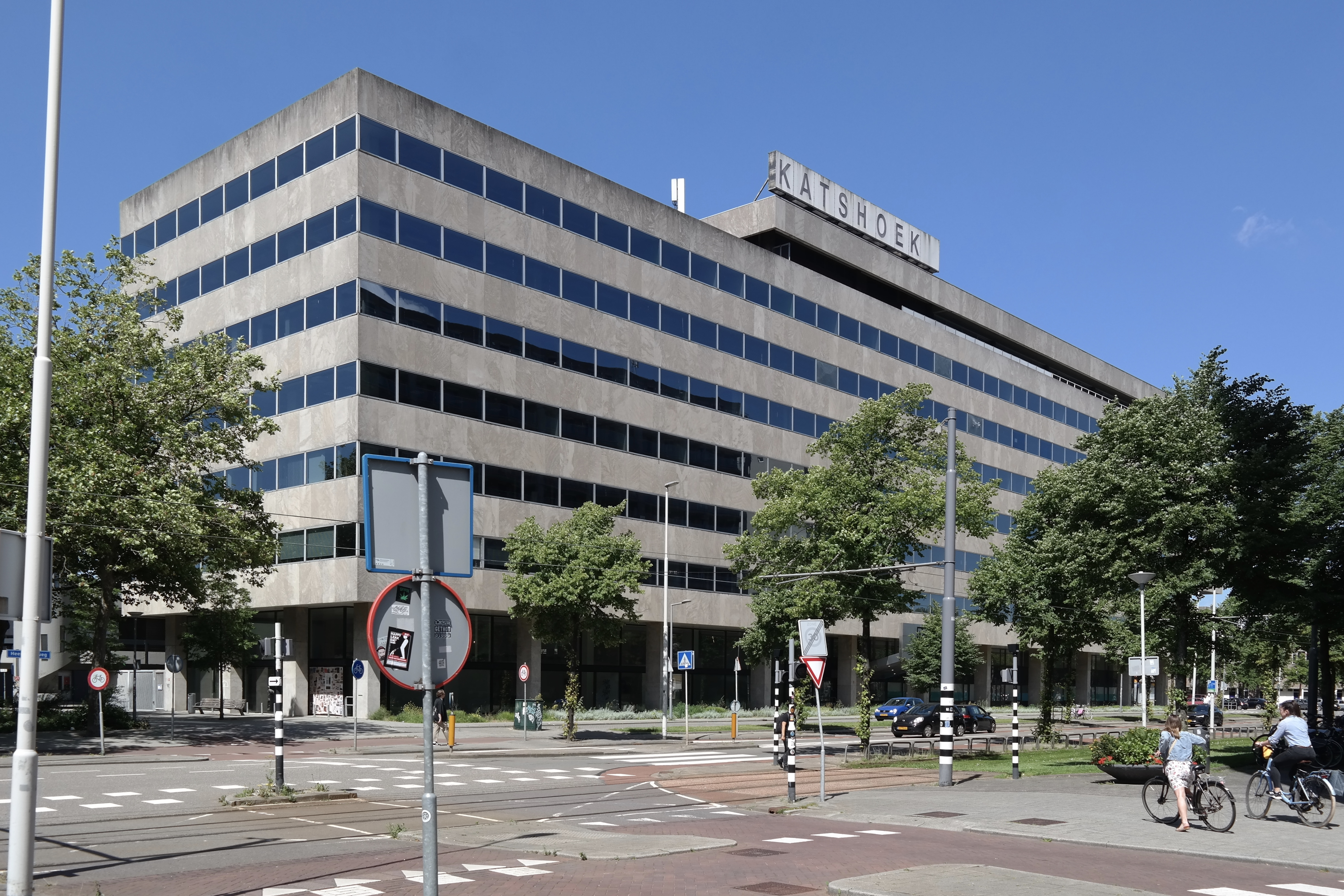
1968 - Bedrijfsverzamelgebouw 'Katshoek', Rotterdam
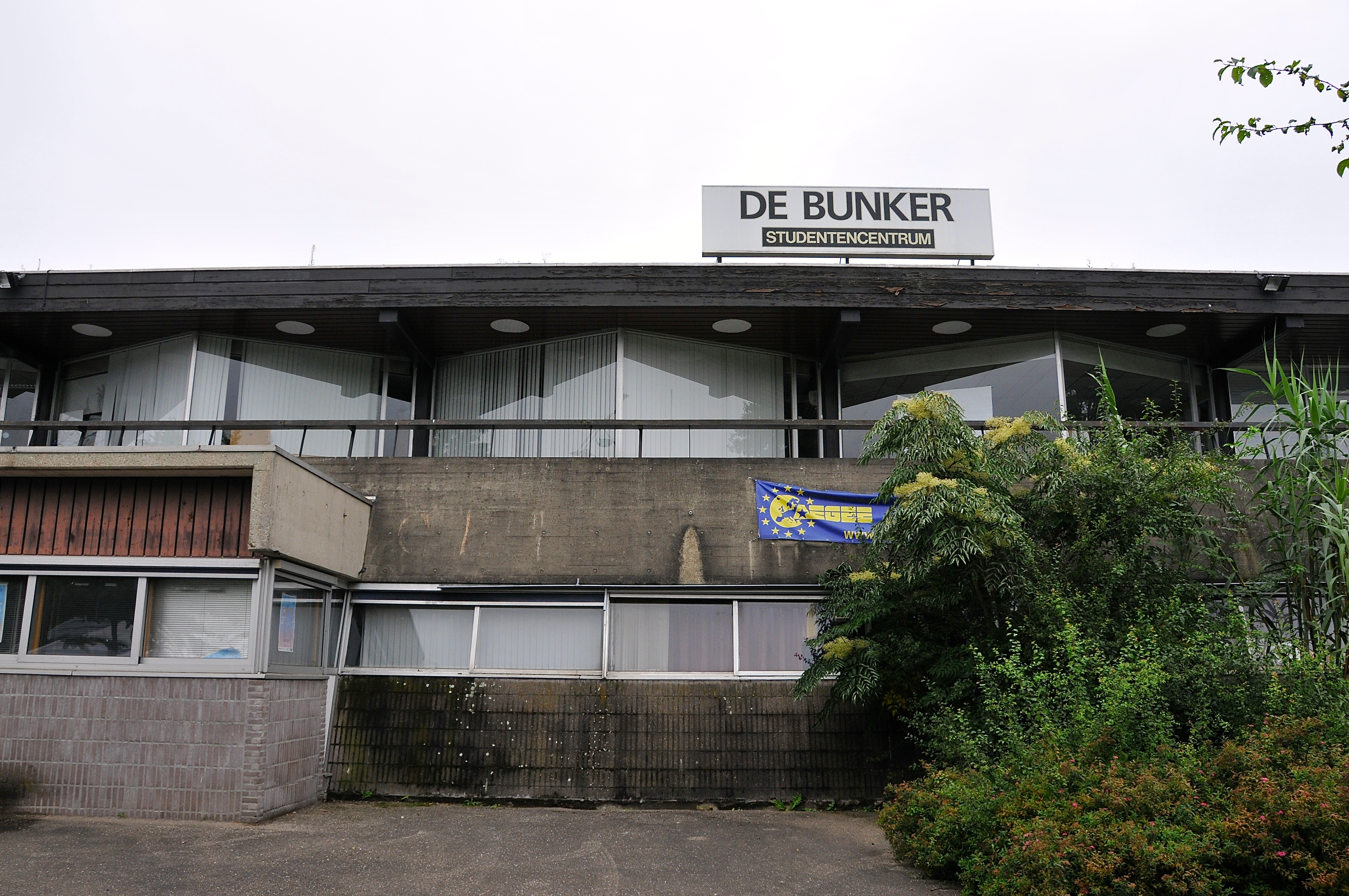
1969 - Studentencentrum De Bunker Eindhoven (Anno 2022 opgenomen in BunkerToren)
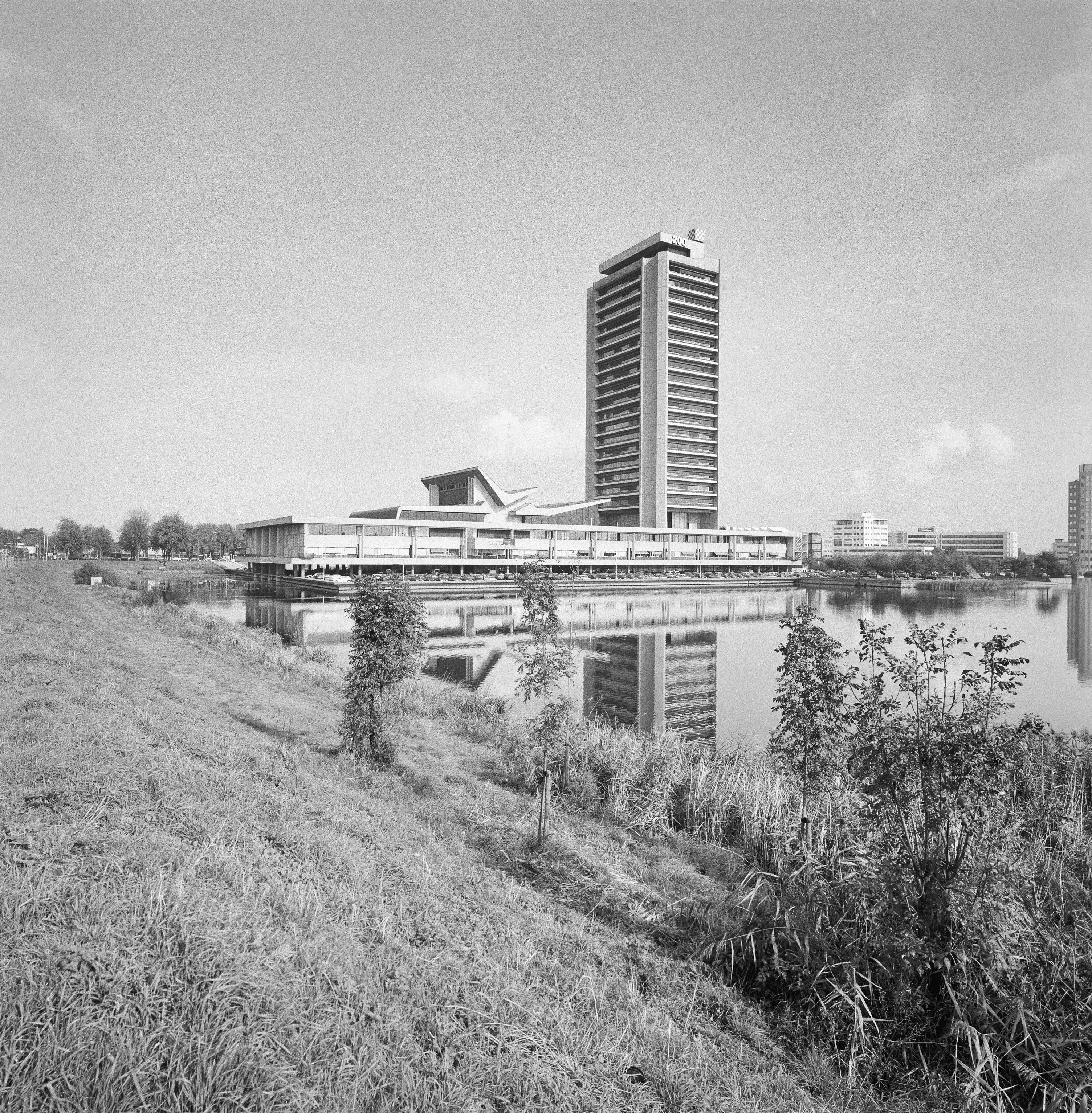
1971 - Provinciehuis Noord-Brabant, 's-Hertogenbosch
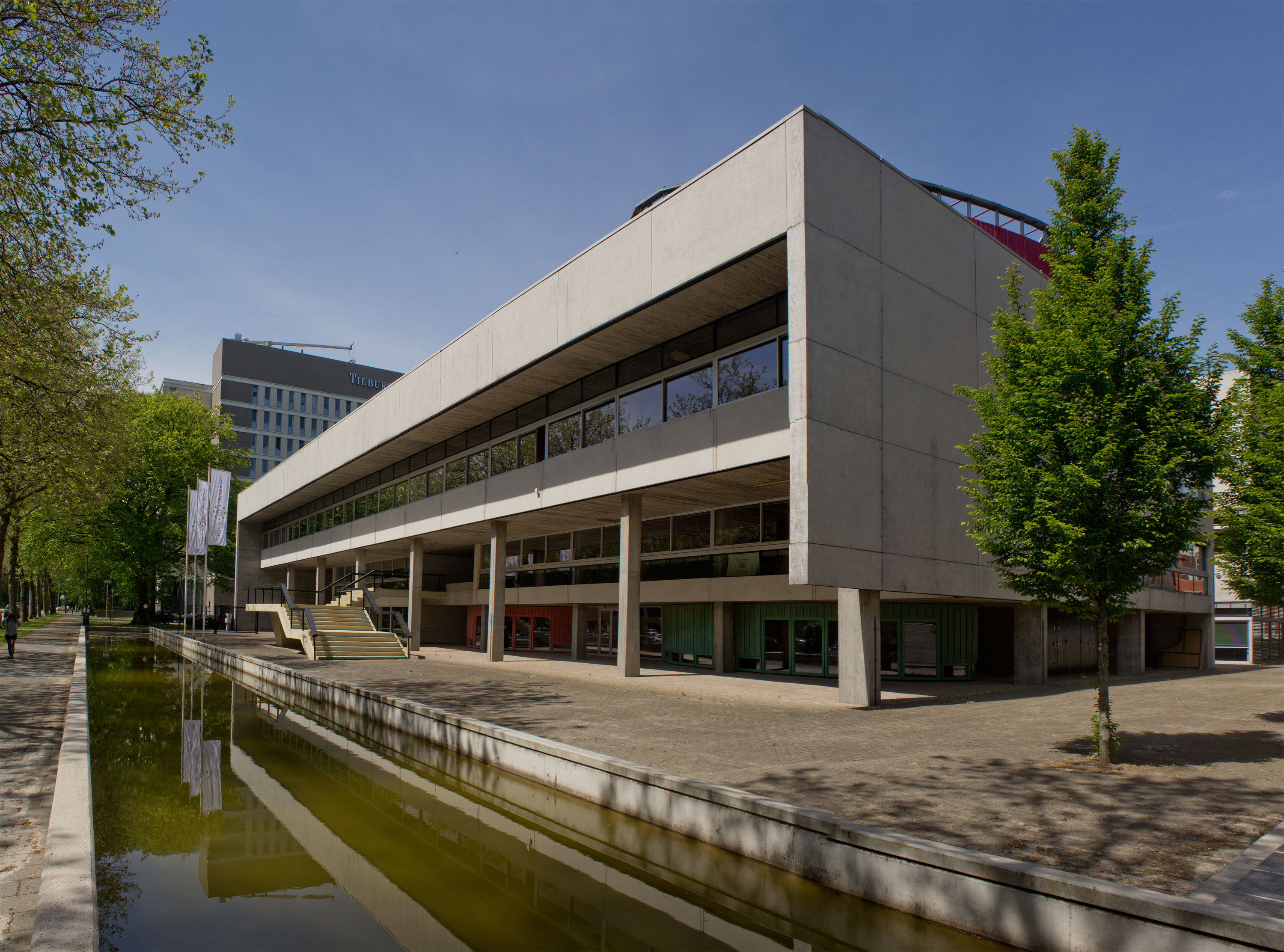
1971 - Academia, Tilburg